# Newton-by-the-Sea
Newton-by-the-Sea – civil parish w Anglii, w hrabstwie Northumberland. Leży 61 km na północ od miasta Newcastle upon Tyne i 457 km na północ od Londynu. W 2001 miejscowość liczyła 242 mieszkańców.